# Economía heterodoxa
Economía heterodoxa se refiere a las aproximaciones, o a las escuelas del pensamiento económico, que se encuentran fuera de la economía ortodoxa. Es un término que abarca varios proyectos o tradiciones separados.
Las escuelas de pensamiento heterodoxo, son instituciones de pensamiento a la que se adhieren microcomunidades para desarrollar su interpretación de los fenómenos económicos, con fines epistémicos y no epistémicos, cuyos fines epistémicos buscan consolidarse dentro de la teoría ortodoxa creando un marco teórico en cuestiones referentes a su enfoque de pensamiento, por ejemplo la empresarialidad en la economía austriaca y la influencia de las relaciones de poder en la distribución de los recursos en la escuela marxista, aunque muchas de ellas tienen un componente estructurado como instituciones políticas (fines no epistémicos) y otras tienen parcialmente asociadas estas características permeables en sus estudios.
La economía según la heterodoxia es la forma en que la sociedad se organiza para los procesos de producción, distribución y consumo de mercancías. Distinguiendo a los individuos como actores que cooperan para el desarrollo de dichas actividades. 
Mientras que la economía ortodoxa se define en términos de racionalidad-individualismo-equilibrio la economía heterodoxa puede ser definida en términos de "instituciones-historia-estructura social." 
La ortodoxia generalmente efectúa su desarrollo racionalizando el comportamiento de las personas y el curso de acción a emprender con resultados previsibles. Mientras que la heterodoxia considera el comportamiento de los actores se caracteriza por su imprevisibilidad y donde las interpretaciones son subjetivas.

## Racionalidad
Racionalidad de los agentes económicos.
La economía heterodoxa rechaza estas nociones fundamentales bajo las cuales ha sido construida la economía neoclásica. 
Se caracteriza por:
1. Rechazo de la concepción atomista individual en favor de una concepción de individuo socialmente inmerso;

1. Énfasis en el tiempo como un proceso histórico irreversible;

1. Razonamiento en término de influencias mutuas entre individuos y las estructuras sociales.

## Escuelas de economía heterodoxa
- Economía feminista
- Escuela historicista alemana de economía
- Neocartalismo
- Cartalismo
- Escuela austríaca
- Escuela sraffiana
- Economía marxista
- Escuela neoricardiana
- Escuela postkeynesiana
- Postautismo

### Artículos científicos
- Bauer, Leonhard and Matis, Herbert 1988. "From moral to political economy: The Genesis of social sciences" History of European Ideas, 9(2): 125-143.
- Dequech, David 2007. "Neoclassical, mainstream, orthodox, and heterodox economics," Journal of Post Keynesian Economics, 30(2): 279-302.
- Flaherty, Diane, 1987.  "radical political economy," The New Palgrave: A Dictionary of Economics, v, 4. pp. 36–39.
- _____, 2008.  "radical economics," The New Palgrave Dictionary of Economics, 2nd Edition.Abstract.
- Lee, Frederic. S. 2008. "heterodox economics", The New Palgrave Dictionary of Economics, 2nd Edition. Abstract.